# St. Albert

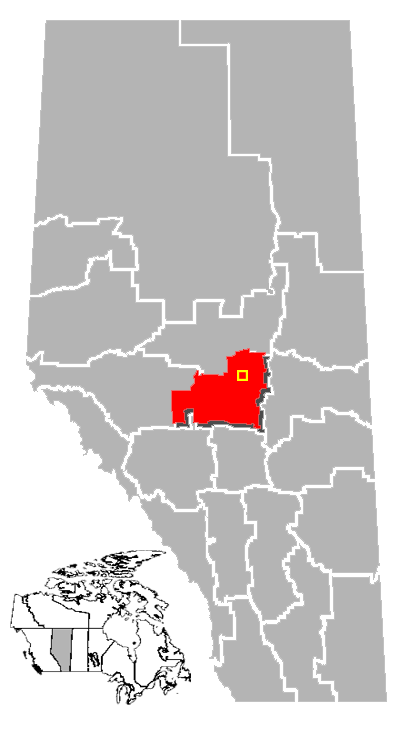
Localização de St. Albert em Alberta.

St. Albert é uma cidade da província canadense de Alberta, e parte da região metropolitana de Edmonton. Sua área é de 34.61 quilometros quadrados, e sua população é de 53,081 habitantes (do censo nacional de 2001).